# Orchestra of St. Luke's
L'Orchestra of St. Luke's (OSL) è un'orchestra da camera americana con sede a New York City. L'orchestra si esibisce in diverse sedi a New York, tra cui la Carnegie Hall, il Morgan Library & Museum, e il Brooklyn Museum. La sua sede amministrativa è il Centro DiMenna per la Musica Classica nel Baryshnikov Arts Center al 450 West della 37ª Strada nel quartiere Manhattan's Hell's Kitchen.

## Storia
Il nucleo dell'orchestra è il St. Luke Chamber Ensemble, che è stato fondato nel 1974 come un gruppo di 21 o 22 musicisti. È chiamato così per la chiesa di St. Luke in the Fields, Greenwich Village, Manhattan, dove avvenne la prima rappresentazione del gruppo. Michael Feldman, un insegnante di musica di Manhattan, fu il primo direttore de facto del complesso. L'Orchestra of St. Luke's più grande fu fondata formalmente nell'estate del 1979 al Caramoor International Music Festival in Katonah, New York, come orchestra residente del festival. L'organizzazione dei musicisti dell'orchestra è in un elenco a tre livelli, con il secondo livello di 20 suonatori utilizzati per i concerti dell'orchestra da camera, e il terzo livello da 20 a 30 musicisti per un utilizzo in concerti che richiedono grandi insiemi. Il pool di musicisti per l'orchestra deriva in genere da musicisti freelance di New York. Sono i musicisti stessi dell'orchestra a decidere l'assunzione e il licenziamento, e le assegnazioni dei musicisti, senza un direttore musicale centrale.
Il primo direttore titolare dell'orchestra fu Roger Norrington, direttore musicale dal 1990 al 1994. Sir Charles Mackerras è stato il secondo direttore musicale dell'orchestra, dal 1998 al 2001, ma con il lavoro amministrativa limitato e designato solo per un periodo di 3 anni, per sua richiesta. Donald Runnicles fu il successivo direttore titolare dell'orchestra, con il titolo di direttore principale, dal 2001 al 2007. Nel dicembre 2011 l'orchestra annunciò la nomina del suo attuale direttore principale, Pablo Heras-Casado, con effetto immediato e con un contratto iniziale fino al 2015 e l'estensione fino a settembre 2017.
L'Orchestra di San Luca di ha eseguito la première di oltre 100 opere orchestrali e da camera di compositori quali John Adams, Joan Tower, Anthony Davis, Nicholas Maw, André Previn, George Tsontakis, ed Ellen Taaffe Zwilich. L'orchestra è apparsa in più di 100 registrazioni, di cui quattro hanno vinto un Grammy Award: Nixon in China, di John Adams, Knoxville: Summer of 1915 di Samuel Barber, Listen to the Storyteller con Wynton Marsalis e Bel Canto con Renée Fleming. Nel 2003 l'orchestra ha lanciato la propria etichetta discografica, St. Luke's Collection.
L'attuale presidente dell'orchestra e direttore esecutivo è James Roe. Il suo attuale presidente del consiglio è Norman S. Benzaquen.

## Direttori Musicali e Direttori d'orchestra Principali
- Roger Norrington (1990–1994; Direttore musicale)
- Sir Charles Mackerras (1998–2001; Direttore musicale)
- Donald Runnicles (2001–2007; Direttore principale)
- Pablo Heras-Casado (2011–present; Direttore principale)